# Lem Barney
Lemuel Jackson „Lem“ Barney (* 8. September 1945 in Gulfport, Mississippi) ist ein ehemaliger US-amerikanischer American-Football-Spieler in der National Football League. Er spielte als Cornerback bei den Detroit Lions.

## Spielerlaufbahn
Lem Barney studierte an der Jackson State University und spielte dort als Defensive Back für deren American-Football-Team. Während seines Studiums wurde er dreimal in die Ligaauswahl gewählt. Barney machte seinen Bachelor-Abschluss in Naturwissenschaft. Im Jahr 1967 wurde er von den Detroit Lions in der zweiten Runde an 34 Stelle gedraftet. Die Mannschaft wurde von dem mehrfach Pro-Bowl-Spieler Joe Schmidt trainiert. Barney konnte sich bereits in seinem Rookiejahr in der Defense der Lions behaupten und fing 10 Interceptions, was, wie der dadurch erzielte Raumgewinn von 232 Yards, NFL Jahresbestleistung darstellte. Im Jahr 1970 konnte Barney mit dem Lions in die Play-offs einziehen, wo man allerdings vorzeitig den von Tom Landry trainierten Dallas Cowboys mit 0:5 unterlag. Nach der Saison 1977 beendete Barney seine Spielerlaufbahn.

## Ehrungen
Lem Barney spielte siebenmal im Pro Bowl, dem Abschlussspiel der besten Spieler einer Saison. Er wurde siebenmal zum All-Pro und nach der Saison 1967 zum NFL Defensive Rookie of the Year gewählt. Barney ist Mitglied im NFL 1960s All-Decade Team, in der Black College Football Hall of Fame und seit 1992 in der Pro Football Hall of Fame. Die Zeitschrift The Sporting News wählte ihn zu einem der besten 100 Footballspieler aller Zeiten. Die Detroit Lions ehren ihn seit 2015 im Ford Field auf dem Detroit Lions Ring of Honor.

## Abseits der NFL
Lem Barney war mit Marvin Gaye befreundet. Er lernte Gaye kennen, als dieser 1970 bei den Lions erfolglos ein Probetraining ableistete. 1971 war er Backgroundsänger bei der Aufnahme zur Hitsingle von Gaye What’s Going On. Barney übte nach seiner Spielerlaufbahn verschiedene Berufe aus. Er arbeitete bis 1993 bei einem Energieunternehmen in Michigan. Nachdem er unter Drogen- und Alkoholeinfluss stehend einen Verkehrsunfall verursacht hatte, wurde er entlassen. Er war danach im Autohandel seines ehemaligen Teamgefährten Mel Farr beschäftigt. Seit 1980 arbeitet er zudem als Sportkommentator für das amerikanische Fernsehen und kommentiert College-Football-Spiele. Darüber hinaus ist er Laienprediger in einer Baptistenkirche.